# Antropología marxista
La antropología marxista, también llamada Derecho Humano « antropología de liberación », persigue una perspectiva de liberación del género humano. 
Los principales representantes de esta corriente de pensamiento son Claude Meillassoux y Maurice Godelier.
Este movimiento científico tuvo su auge durante las décadas de 1960 y 1970. Su interés se centra, básicamente, alrededor de la antropología económica, teniendo como principales ejes de discusión a los modos de producción, la esclavitud, estudios de género y reproducción sexual, así como también el lugar de la economía al interior de las sociedades.

## Antropólogos representantes de esta corriente
- Christopher Perales
- Emmanuel Terray
- Jean Copans
- Ruben Ramírez
- Maurice Godelier
- Pierre Philippe Rey
- Rodolfo Quintero
- Maria Eugenia D'Aubeterre
- Samuel Cuellar
- Santiago Jurado
- Sham